# The Notebook of Trigorin
The Notebook of Trigorin é uma peça do dramaturgo americano Tennessee Williams, adaptada do drama A Gaivota (1895), de Anton Chekhov. Williams baseou sua adaptação principalmente na tradução de Ann Dunnigan de 1960.
A peça foi produzida pela primeira vez em 1981 pelo Vancouver Playhouse em Vancouver, British Columbia. Em 1980, a peça de Williams, The Red Devil Battery Sign, ganhou uma nova produção no Playhouse pelo diretor artístico Roger Hodgman, enquanto Williams era escritor residente na Universidade da Colúmbia Britânica. Convidado a retornar com uma nova peça, Williams confessou seu desejo de adaptar The Seagull, de Chekhov. A produção de outubro de 1981 foi confirmada antes mesmo que uma única página da adaptação fosse escrita. Uma produção de 1996 da peça pelo Cincinnati Playhouse in the Park, dirigida por Stephen Hollis e estrelada por Lynn Redgrave como Madame Arkadina, foi a estreia americana. A peça estreou em Londres no Finborough Theatre em 2010. A produção foi dirigida por Phil Willmott e estrelada por Stephen Billington como Trigorin. A peça estreou em Nova York com a Attic Theatre Company em 2013 no The Flea Theater. A produção foi dirigida por Laura Braza e estrelou Michael Schantz como Trigorin, com cenografia de Julia Noulin-Mérat.